# マナー・ハウス駅
マナー・ハウス駅（マナー・ハウスえき、Manor House tube station）は、ロンドン地下鉄のピカデリー線の駅である。1932年9月19日に開設。ロンドン北のハーリンゲイ・ロンドン特別区およびハックニー・ロンドン特別区のマナー・ハウスに位置している。

## 隣の駅
ロンドン交通局
ロンドン地下鉄
■ピカデリー線
ターンパイク・レイン駅 - マナー・ハウス駅 - フィンズベリー・パーク駅